# 折田兼至

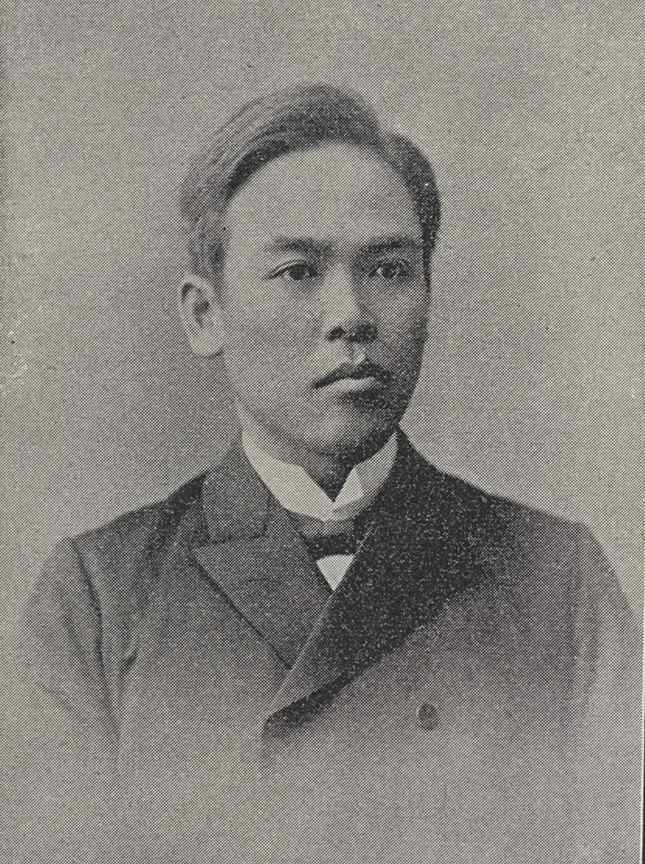
折田兼至

折田 兼至（おりた かねたか、1858年3月11日（安政5年1月26日） - 1923年（大正12年）6月5日）は、明治から大正期の政治家・実業家。衆議院議員（4期）。

## 経歴
薩摩国給黎郡知覧郷（鹿児島県給黎郡知覧村、川辺郡知覧村、知覧町を経て現南九州市）で、神職・折田丹江の長男として生まれた。1882年（明治15年）2月、家督を相続する。私学校に学ぶ。和漢学、英学を修めた。1882年（明治15年）熊本に九州進歩党を創立した。ほか、学務委員、徴兵参事員、衛生会委員、県教育会副会長などを歴任した。
1883年（明治16年）7月、鹿児島県会議員に選出され、1887年（明治20年）6月、県会副議長、1888年（明治21年）3月、第6代県会議長に就任し、同常置委員も務めた。
1890年（明治23年）7月の第1回衆議院議員総選挙（鹿児島県第2区）で当選。第4回総選挙まで連続当選を果たした。
1897年（明治30年）鹿児島県政友会が設立すると政界を引退し、鹿児島県農工銀行取締役頭取に就任した。

## 国政選挙歴
- 第1回衆議院議員総選挙（鹿児島県第2区、1890年7月、自由倶楽部）当選[6]
- 第2回衆議院議員総選挙（鹿児島県第2区、1892年2月、弥生倶楽部）当選[6]
- 第3回衆議院議員総選挙（鹿児島県第2区、1894年3月、立憲革新党）当選[6]
- 第4回衆議院議員総選挙（鹿児島県第2区、1894年9月、立憲革新党）当選[7]

## 親族
- 妻：ヒナ（実業家・宮原直二妹）[8]
- 五男：折田泉（ヴァイオリニスト、作曲家）[4]